# Стари момак (филм)
Стари момак (кореј. 올드보이) је јужнокорејски неоноар акциони трилер филм из 2003. године, режисера и ко-сценаристе Парк Чан-вука. Заснован на истоименој манги, филм прати причу о Ох Дае-суу (Чои Мин-сик), који је 15 година затворен у ћелији налик на хотелску собу, а да не зна ни идентитет отмичара, ни мотиве заробљеника. Када је коначно пуштен, Дае-су се још увек налази заробљен у мрежи завере и насиља. Његова сопствена потрага за осветом постаје повезана са романтиком када се заљубљује у атрактивну младу суши куварицу, Ми-до (Канг Хје-џунг).
Филм је освојио Гран при на Филмском фестивалу у Кану 2004. и високе похвале председника жирија, редитеља Квентина Тарантина. Филм је добио широко признање у Сједињеним Државама, а филмски критичар Роџер Иберт је изјавио да је Стари момак „моћан филм не због онога што приказује, већ због дубине људског срца које оголи”. Такође је добио похвале за своје акционе секвенце, посебно непрекидну секвенцу борбе у ходнику. Сматран је једним од најбољих неоноар филмова свих времена и уврштен је међу најбоље филмове 2000-их у неколико публикација. Снимљена су два римејка, један на хинди језику 2006, а други је био америчка верзија из 2013. године. Филм је други део Паркове Осветничке трилогије; претходни филм је Симпатије за господина Освету (2002), а следи га Госпођа Освета (2005).

## Радња

### Увод, отмица и заточеништво
Године 1988, бизнисмен по имену Ох Дае-су је ухапшен због пијанства, те пропушта четврти рођендан своје ћерке. Након што га његов пријатељ Џу-хван покупи из полицијске станице, Дае-су је киднапован и буди се у запечаћеној хотелској соби, где му храну достављају кроз врата за кућне љубимце. Гледајући ТВ, Дае-су сазнаје да му је жена убијена и да је он главни осумњичени, јер су му подметнули отмичари. Како године заточеништва пролазе, он халуцинира, постаје поремећен од самоће и на крају покушава самоубиство. Док је био без свести након што је покушао да пререже зглобове, он је реанимиран и превезан, спречен да умре како би се осигурало да настави да живи у агонији. Проводи време вежбајући бокс, планирајући освету и покушавајући да прокопа тунел да побегне.

### Пуштање и тражење одговора
Петнаест година касније, 2003, Дае-су је изненада пуштен на слободу након што је био под седативима и хипнотисан. Дае-су се буди и након што је тестирао своје борбене вештине на групи насилника, мистериозни просјак му даје новац и мобилни телефон. Дае-су улази у суши ресторан где упознаје Ми-до, младу куварицу. Прима подругљив телефонски позив од свог отмичара, сруши се, а Ми-до га доводи у свој стан.
Дае-су покушава да напусти стан, али саосећајна и заинтригирана Ми-до се суочава са њим. Ми-до објашњава Дае-суу да јој се свиђа. Они се помире и започињу љубавну везу. Након што се опорави, Дае-су покушава да пронађе своју ћерку, али након што је открио да је она усвојена након његовог нестанка, одустаје од покушаја да је контактира. Сада фокусиран на идентификацију својих отмичара, Дае-су лоцира кинески ресторан који је припремао његову затворску храну и проналази место где је био заробљен пратећи достављача. То је приватни затвор, где људи могу да плате да би други били затворени. Дае-су мучи управника, господина Парка, који открива да је Дае-су био затворен јер је „превише причао”. Затим га нападају стражари и избоду га, али успева да их победи.
Открива се да је Дае-суов отмичар богати бизнисмен по имену Ли Ву-џин. Ву-џин му даје ултиматум: ако Дае-су успе да открије мотив свог заточеништва у року од пет дана, Ву-џин ће се убити. У супротном ће убити Ми-до. У међувремену, Џу-хван покушава да контактира Дае-суа са важним информацијама, али га убије Ву-џин. Дае-су се на крају присећа да су он и Ву-џин ишли у исту средњу школу и да је био сведок како Ву-џин чини инцест са рођеном сестром. Рекао је Џу-хвану шта је видео, што је довело до тога да су његови другови из разреда сазнали за то. Гласине су се прошириле и Ву-џинова сестра се убила, што је навело ожалошћеног Ву-џина да тражи освету. Сада, Ву-џин одсече руку господину Парку, због чега се господин Парк и његова банда удружују са Дае-суом. Дае-су оставља Ми-до са господином Парком и креће да се суочи са Ву-џином.

### Финале у пентхаусу и откривање љубичасте кутије
У Ву-џиновом пентхаусу, он показује Дае-суу љубичасту кутију у којој се налази породични албум, у којем се налазе фотографије Дае-суа, његове супруге и ћерке од пре много година. Листајући албум, он гледа слике како је његова ћерка одрастала и, на крају, шокиран открива да му је Ми-до заправо ћерка. Ву-џин је све оркестрирао користећи хипнозу да одведе Дае-суа до ресторана, организујући да се њих двоје сретну и заљубе тако да ће Дае-су доживети исту бол инцеста као и он. Он открива да господин Парк и даље ради за њега и прети да ће рећи истину Ми-до. Дае-су се извињава што је започео гласине које су изазвале смрт Ву-џинове сестре и понижава се имитирајући пса и молећи га. Пошто Ву-џин није импресиониран, Дае-су себи исече језик као знак покајања. Ву-џин коначно прихвата Дае-суово извињење и говори господину Парку да сакрије истину од Ми-до. Затим испушта уређај за који је тврдио да је даљински управљач свог пејсмејкера и почиње да се удаљава. Дае-су активира уређај да га убије, само да би открио да је то заправо даљински за звучнике, који пуштају аудио снимак Ми-до и Дае-суа како имају секс. Док Дае-су пада у очају, Ву-џин улази у лифт, сећа се самоубиства своје сестре и пуца себи у главу.

### Епилог
Нешто касније, Дае-су проналази хипнотизерку која ће избрисати његово сазнање да је Ми-до његова ћерка како би могли да остану срећни заједно. Да би је убедио, понавља питање које је чуо од човека са крова, и хипнотизерка се слаже. После тога, Ми-до проналази Дае-суа како лежи у снегу, али нема знакова хипнотизерке. Ми-до му признаје љубав и њих двоје се грле. Дае-су се широко осмехује, а затим осмех полако замењује двосмисленијим погледом који може бити или срећан или тужан.

## Улоге
- Чои Мин-сик као Ох Дае-су; у заточеништву је провео око 15 година. Чои Мин-сик је смршао и угојио се за своју улогу у зависности од распореда снимања, тренирао је шест недеља и већину својих каскадерских сцена одрадио је сам.
  - Ох Тае-кјунг као млади Дае-су
- Ју Џи-тае као Ли Ву-џин: човек који стоји иза заточеништва Ох Дае-суа. Парк Чан-вук је за ову улогу желео Хан Сук-кјуа, који је раније играо ривала Чои Мин-сика у филмовима Шири и Број 3. Чои је тада предложио Ју Џи-таеа за улогу, упркос томе што је Парк сматрао да је премлад за ту улогу.[9]
  - Ју Јон-сеок као млади Ли Ву-џин
- Канг Хје-џунг као Ми-до: Дае-суова љубавница
- Џи Дае-хан као Но Џу-хван: Дае-суов пријатељ и власник интернет кафеа
  - Ву Ил-хан као млади Но Џу-хван
- Ким Бјонг-ок као господин Хан: Ву-џинов телохранитељ
- Јун Џин-сео као Ли Су-ах: Ву-џинова сестра
- Ох Дал-су као Парк Чеол-вунг: управник приватног затвора

## Продукција
Сцени борбе у ходнику било је потребно седамнаест снимака у три дана да се усаврши и била је један континуиран снимак; није било никакве монтаже осим ножа који је забијен у леђа Ох Дае-суа, који је био компјутерски генерисана слика.
Сценарио је првобитно захтевао пуну мушку фронталну голотињу, али се Ју Џи-тае предомислио након што су сцене снимљене.
Друге компјутерски генерисане слике у филму укључују мрава који излази из Дае-суове руке (према DVD додатку цела рука је била рачунарски направљена) и мраве који пузе по њему након тога. Хоботница коју је Дае-су појео живу није компјутерски генерисана; четири су коришћене приликом снимања ове сцене. Глумац Чои Мин-сик, који је био будиста, изговорио је молитву за сваку од њих. Једење хоботнице које се копрца постоји као посластица у источној Азији, иако се обично убија и сече, а не једе цела и жива. Обично нервна активност у пипцима хоботнице чини да се комади и даље постхумно извијају на тањиру када се служе. На питање у DVD коментару да ли му је било жао Чоија, режисер Парк Чан-вук је изјавио да му је више било жао хоботнице.
Снежни пејзаж последње сцене снимљен је на Новом Зеланду. Крај је намерно двосмислен, а публици остаје неколико питања: конкретно, колико је времена прошло, ако се Дае-суов састанак са хипнотизером заиста десио, да ли је успешно изгубио сазнање о Ми-доином идентитету, и да ли ће наставити везу са Ми-до. У интервјуу са Парком (укљученом уз европско издање филма), он каже да је двосмислени завршетак био намеран и да је имао за циљ да изазове дискусију; потпуно је на сваком појединачном гледаоцу да тумачи оно што није приказано.

## Музика
Скоро сви музички записи које су компоновали Шим Хјеон-џонг, Ли Џи-су и Чои Сонг-хјун су насловљени према филмовима, од којих су многи из жанра филм ноар.
| №               | Назив                                                                                          | Трајање |  |
| 1.              | Look Who's Talking                                                                             | 1:41    |  |
| 2.              | Somewhere in the Night                                                                         | 1:29    |  |
| 3.              | The Count of Monte Cristo                                                                      | 2:34    |  |
| 4.              | Jailhouse Rock                                                                                 | 1:57    |  |
| 5.              | In a Lonely Place                                                                              | 3:29    |  |
| 6.              | It's Alive                                                                                     | 2:36    |  |
| 7.              | The Searchers                                                                                  | 3:29    |  |
| 8.              | Look Back in Anger                                                                             | 2:11    |  |
| 9.              | Vivaldi – Four Seasons Concerto Concerto No. 4 in F minor, Op. 8, RV 297, "L'inverno" (Winter) | 3:03    |  |
| 10.             | Room at the Top                                                                                | 1:36    |  |
| 11.             | Cries and Whispers                                                                             | 3:32    |  |
| 12.             | Out of Sight                                                                                   | 1:00    |  |
| 13.             | For Whom the Bell Tolls                                                                        | 2:45    |  |
| 14.             | Out of the Past                                                                                | 1:25    |  |
| 15.             | Breathless                                                                                     | 4:21    |  |
| 16.             | The Old Boy                                                                                    | 3:44    |  |
| 17.             | Dressed to Kill                                                                                | 2:00    |  |
| 18.             | Frantic                                                                                        | 3:28    |  |
| 19.             | Cul-de-Sac                                                                                     | 1:32    |  |
| 20.             | Kiss Me Deadly                                                                                 | 3:57    |  |
| 21.             | Point Blank                                                                                    | 0:27    |  |
| 22.             | Farewell, My Lovely                                                                            | 2:47    |  |
| 23.             | The Big Sleep                                                                                  | 1:34    |  |
| 24.             | The Last Waltz                                                                                 | 3:23    |  |
| Укупно трајање: | Укупно трајање:                                                                                | 60:00   |  |

## Пријем

### Зарада
У Јужној Кореји, филм је одгледало 3.260.000 људи и заузео је пето место међу филмом са највећом зарадом 2003. године.
Укупно је зарадио 14.980.005 долара широм света.

### Критике
Филм је добио углавном позитивне критике од критичара. На сајту Rotten Tomatoes има рејтинг одобравања од 81% на основу 151 рецензије са просечном оценом 7,40/10. Консензус сајта гласи: „Насилан и дефинитивно непрепоручљив за гадљиве, висцерални Стари момак Парка Чан-вука је чудна, моћна прича о освети.” Metacritic даје филму просечну оцену 77 од 100, на основу 32 критике.
Роџер Иберт из новина Chicago Sun-Times дао је филму четири од четири звездице. Иберт је приметио: „Толико смо навикли на 'трилере' који постоје само као машине за стварање диверзије да је шок пронаћи филм у коме радња, колико год била насилна, даје изјаву и има сврху.” Џејмс Берардинели из ReelViews-а дао је филму три од четири звездице, рекавши да „није за свакога, али нуди дашак свежег ваздуха свима који дахћу на испарењима превише традиционалних холивудских трилера”.
Стефани Захарек са сајта Salon.com похвалила је филм, назвавши га „мучним, лепим и очајнички живим” и „блиставим делом уметности поп културе”. Питер Бредшо му је дао 5/5 звездица, коментаришући да је ово први пут да се заправо може поистоветити са малом живом хоботницом. Бредшо сажима своју рецензију говорећи о филму као о „остварењу који држи ивицу хладног челика уз грло”. Дејвид Дилан Томас истиче да уместо да једноставно покушава да нас „размути”, филм је „много више заинтересован да се поиграва конвенцијама фантазије о освети и да нас води на веома забавну вожњу до места ког, концептуално, ми можда нећемо желети да одемо.” Шон Ексмејкер из Seattle Post-Intelligencer-а дао је филму оцену „Б−”, назвавши га „крвавим и бруталним филмом о освети уроњеним у лудило и режиран са оперским интензитетом”, али је сматрао да су питања која поставља филм „изгубљена у ударном нападу бруталности створеном с љубављу.”
MovieGazette наводи да филм поседује 10 карактеристика које сваки филм треба да има и резимира своју рецензију са: „Заборавите Панишера и Човека у ватри – ова очаравајућа осветничка трагикомедија показује колико далекосежни пипци луде освете могу бити.” Такође коментарише да „треба да се одгледа да би се веровало”. Џејми Расел из филмске ревије BBC-ја назива га „садистичким ремек-делом које потврђује тренутни статус Кореје као продуцента неких од најузбудљивијих светских остварења”. Године 2019. у новинама The Hankyoreh, Ким Хјонг-сок је изјавио да је филм „дух времена живахних корејских филмова раних 2000-их” и „тачка кључања која је довела историју корејског филма у ново стање”. Манола Даргис из The New York Times-а дала је млаку рецензију, рекавши да „овде нема много тога да се размишља, осим кореографског хаоса”. Џ. Р. Џоунс из Chicago Reader-а такође није био импресиониран, рекавши да „овде има много мање него што се на први поглед чини”.
Године 2008. филм се нашао на 64. месту листе 500 најбољих филмова свих времена часописа Empire. Исте године гласачи на CNN-у су га прогласили једним од десет најбољих азијских филмова икада снимљених. Био је рангиран на 18. месту листе истог часописа 100 најбољих филмова светске кинематографије 2010. године. У анкети BBC-ја из 2016. критичари су га прогласили 30. најбољим од 2000. године. Године 2020. The Guardian га је сврстао на треће место међу класицима модерне јужнокорејске кинематографије.

### Инспирацијакраља Едипа
Парк Чан-вук је изјавио да је главном јунаку дао име Ох Дае-су „да подсећа гледаоца на Едипа”. На једном од култних снимака филма, Ју Џи-тае, који је играо Ву-џина, заузима необичну јога позу. Парк Чан-вук је рекао да је дизајнирао ову позу да пренесе „лик Аполона”. Управо је Аполоново пророчанство открило Едипову судбину у Софоклеовом Краљу Едипу. Веза са краљем Едипом је само мањи елемент у већини критика филма на енглеском језику, док су га Корејци учинили централном темом. Сунг Хи Ким је написао: „Породица виђена кроз грчку трагедију и корејски филм – Краљ Едип и Стари момак”. Ким Кјунгае нуди другачију анализу, при чему Дае-су и Ву-џин обојица представљају Едипа. Осим што је откривена тема непознатог инцеста, Едип ископа своје очи како би избегао да види свет који презире истину, док Ох Дае-су одсеца свој језик како би избегао откривање истине свом свету.
Више паралела са грчком трагедијом укључује чињеницу да Ли Ву-џин изгледа релативно младо у поређењу са Ох Дае-суом иако би они требало да буду школски другови, због чега Ли Ву-џин делује као бесмртни грчки бог, док је Ох Дае-су само остарели смртник. Током целог филма Ли Ву-џин је приказан као веома богат младић који живи у високој кули и свеприсутан је због тога што је поставио уређаје за прислушкивање на Ох Дае-суа и друге, што поново продужава паралелу између његовог лика и тајности грчких богова.
Ми-до, која се кроз филм појављује као пуна воље, млада и невина девојка, која није далеко од Софоклеове Антигоне, Едипове ћерке, која, иако не врши инцест са оцем, остаје верна и одана њему, што нас подсећа на горко-слатки завршетак где се Ми-до поново налази са Ох Дае-суом и брине о њему у дивљини (уп. Едип на Колону, други део Едипове трилогије). Још један занимљив лик је хипнотизер, који осим што може да хипнотише људе, има и моћ да се људи заљубљују (нпр. Дае-су и Ми-до), што је карактеристично за моћ Афродите, богиње љубави, чији је класични чин да се Парис и Јелена заљубе пре и током Тројанског рата.

### Кућни медији
У Уједињеном Краљевству, филм је гледало 300.000 телевизијских гледалаца на каналу Channel 4 2011. године. То га је учинило најгледанијим филмом на страном језику те године на неком телевизијском каналу који није BBC у Великој Британији.

## Награде
| Награда                                    | Категорија                                                           | Номиновани                           | Исход      |
| ------------------------------------------ | -------------------------------------------------------------------- | ------------------------------------ | ---------- |
| Азијски пацифички филмски фестивал         | Најбољи редитељ                                                      | Парк Чан-вук                         | Освојено   |
| Азијски пацифички филмски фестивал         | Најбољи глумац                                                       | Чои Мин-сик                          | Освојено   |
| Награде Удружења филмских критичара Остина | Најбољи филм                                                         |                                      | Номинација |
| Награде Удружења филмских критичара Остина | Најбољи страни филм                                                  |                                      | Освојено   |
| Међународни филмски фестивал у Бангкоку    | Најбољи филм                                                         |                                      | Номинација |
| Међународни филмски фестивал у Бангкоку    | Најбољи режисер (изједначен са Кристофом Баратјеом за филм Збористи) | Park Chan-wook                       | Освојено   |
| Удружење белгијских филмских критичара     | Гран при                                                             |                                      | Освојено   |
| Међународни филмски фестивал Берген        | Награда публике                                                      |                                      | Освојено   |
| Филмске награде Плави змај                 | Најбољи режисер                                                      | Парк Чан-вук                         | Освојено   |
| Филмске награде Плави змај                 | Најбољи глумац                                                       | Чои Мин-сик                          | Освојено   |
| Филмске награде Плави змај                 | Најбоља споредна глумица                                             | Канг Хје-џунг                        | Освојено   |
| Британске независне филмске награде        | Најбољи независни страни филм                                        |                                      | Освојено   |
| Кански филмски фестивал                    | Златна палма                                                         |                                      | Номинација |
| Кански филмски фестивал                    | Гран при                                                             |                                      | Освојено   |
| Награде Удружења филмских критичара Чикага | Најбољи филм на страном језику                                       |                                      | Номинација |
| Филмска награда по избору критичара        | Најбољи филм на страном језику                                       |                                      | Номинација |
| Награде Редитељски рез                     | Најбољи режисер                                                      | Парк Чан-вук                         | Освојено   |
| Награде Редитељски рез                     | Најбољи глумац                                                       | Чои Мин-сик                          | Освојено   |
| Награде Редитељски рез                     | Најбољи продуцент                                                    | Ким Донг-џу                          | Освојено   |
| Европске филмске награде                   | Најбољи неевропски филм                                              | Парк Чан-вук                         | Номинација |
| Награде Златни трејлер                     | Најбољи страни акциони трејлер (изједначен са филмом Дистрикт 13)    |                                      | Освојено   |
| Награде Велико звоно                       | Најбољи филм                                                         |                                      | Номинација |
| Награде Велико звоно                       | Најбољи режисер                                                      | Парк Чан-вук                         | Освојено   |
| Награде Велико звоно                       | Најбољи глумац                                                       | Чои Мин-сик                          | Освојено   |
| Награде Велико звоно                       | Најбоља нова глумица                                                 | Канг Хје-џунг                        | Номинација |
| Награде Велико звоно                       | Најбољи адаптирани сценарио                                          | Парк Чан-вук                         | Номинација |
| Награде Велико звоно                       | Најбоља фотографија                                                  | Чунг Чунг-хун                        | Номинација |
| Награде Велико звоно                       | Најбоља монтажа                                                      | Ким Санг-бум                         | Освојено   |
| Награде Велико звоно                       | Најбоља уметничка режија                                             | Рју Сонг-хи                          | Номинација |
| Награде Велико звоно                       | Најбоље осветљење                                                    | Парк Хјун-вон                        | Освојено   |
| Награде Велико звоно                       | Најбоља музика                                                       | Чо Јонг-вук                          | Освојено   |
| Награде Велико звоно                       | Најбољи визуелни ефекти                                              | Ли Џон-хјонг, Шин Џае-хо, Џонг До-ан | Номинација |
| Филмске награде Хонгконга                  | Најбољи азијски филм                                                 |                                      | Освојено   |
| Корејске филмске награде                   | Најбољи филм                                                         |                                      | Освојено   |
| Корејске филмске награде                   | Најбољи режисер                                                      | Парк Чан-вук                         | Освојено   |
| Корејске филмске награде                   | Најбољи глумац                                                       | Чои Мин-сик                          | Освојено   |
| Корејске филмске награде                   | Најбоља глумица                                                      | Канг Хје-џунг                        | Номинација |
| Корејске филмске награде                   | Најбоља споредна глумица                                             | Јун Џин-сео                          | Номинација |
| Корејске филмске награде                   | Најбоља фотографија                                                  | Чунг Чунг-хун                        | Номинација |
| Корејске филмске награде                   | Најбоља монтажа                                                      | Ким Санг-бум                         | Номинација |
| Корејске филмске награде                   | Најбоља уметничка режија                                             | Рју Сонг-хи                          | Номинација |
| Корејске филмске награде                   | Најбоља музика                                                       | Чо Јонг-вук                          | Освојено   |
| Корејске филмске награде                   | Најбољи звук                                                         |                                      | Номинација |
| Награде онлајн друштва филмских критичара  | Најбољи филм на страном језику                                       |                                      | Номинација |
| Награде Сатурн                             | Најбољи акциони или авантуристички филм                              |                                      | Номинација |
| Награде Сатурн                             | Најбоље специјално DVD издање                                        | Ултимативно колекционарско издање    | Номинација |
| Филмски фестивал у Сиџесу                  | Најбољи филм                                                         |                                      | Освојено   |
| Филмски фестивал у Сиџесу                  | Награда критичара                                                    |                                      | Освојено   |
| Међународни филмски фестивал у Стокхолму   | Награда публике                                                      |                                      | Освојено   |

## Римејкови
| Стари момак (2003) (корејски) | Зинда (2006) (хинди) | Стари момак (2013) (енглески) |
| Чои Мин-сик                   | Санџеј Дат           | Џош Бролин                    |
| Канг Хје-џунг                 | Лара Дата            | Елизабет Олсен                |
| Ју Џи-тае                     | Џон Абрахам          | Шарлто Копли                  |

### Контроверзе саЗиндом
Зинда, боливудски филм који је режирао и написао Санџеј Гупта, такође има упадљиву сличност са Старим момком, али није званично одобрен римејк. Објављено је 2005. да је Зинда под истрагом због кршења ауторских права. Портпарол Show East-а, дистрибутера Старог момка, рекао је: „Ако откријемо да заиста постоји велика сличност између ова два филма, изгледа да ћемо морати да разговарамо са нашим адвокатима.” Студио, који је већ продао права на филм компанији DreamWorks 2004. године, првобитно је изразио правну забринутост, али није предузета правна акција пошто је студио затворен.

### Амерички римејк
Стивен Спилберг је првобитно намеравао да сними своју верзију филма са Вилом Смитом у главној улози 2008. године. Он је ангажовао сценаристу Марка Протосевича да ради на адаптацији. Спилберг се повукао са пројекта 2009. године. Амерички римејк у режији Спајка Лија објављен је 27. новембра 2013. године. Римејк је добио генерално негативне критике и тренутно има рејтинг одобравања од 39% на сајту Rotten Tomatoes.